# Refrigeració Raman
En física atòmica, el refredament Raman és una tècnica de refredament de subretrocés que permet el refredament dels àtoms mitjançant mètodes òptics per sota de les limitacions del refredament Doppler, el refredament Doppler està limitat per l'energia de retrocés d'un fotó donat a un àtom. Aquest esquema es pot realitzar en melassa òptica simple o en melassa on s'ha superposat una gelosia òptica, que s'anomenen, respectivament, refrigeració Raman d'espai lliure i refrigeració de banda lateral Raman. Ambdues tècniques fan ús de la dispersió Raman de la llum làser pels àtoms.

## Procés Raman de dos fotons

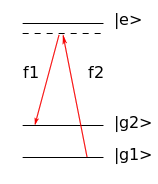
Un exemple del procés de dos fotons Raman, en aquest cas entre dos estats a través d'un estat virtual lleugerament desafinat d'un estat excitat real.

La transició entre dos estats hiperfins de l'àtom es pot desencadenar per dos raigs làser: el primer feix excita l'àtom a un estat excitat virtual (per exemple perquè la seva freqüència és inferior a la freqüència de transició real) i el segon feix desexcita. l'àtom a l'altre nivell hiperfin. La diferència de freqüència dels dos feixos és exactament igual a la freqüència de transició entre els dos nivells hiperfins. Les transicions Raman són bones per al refredament a causa de l'amplada de línia extremadament estreta de les transicions Raman entre nivells que tenen una llarga vida útil, i per explotar l'amplada de línia estreta, la diferència de freqüència entre els dos raigs làser s'ha de controlar amb molta precisió.
La il·lustració d'aquest procés es mostra a la il·lustració esquemàtica d'exemple d'un procés Raman de dos fotons. Permet la transició entre els dos nivells {\displaystyle |g_{1}\rangle } i {\displaystyle |g_{2}\rangle }. El nivell virtual intermedi està representat per la línia discontínua, i està desafinat en vermell respecte al nivell excitat real, {\displaystyle |e\rangle }. La diferència de freqüència {\displaystyle f_{2}-f_{1}} aquí coincideix exactament amb la diferència d'energia entre {\displaystyle |g_{1}\rangle } i {\displaystyle |g_{2}\rangle }.

## Espai lliure refrigeració Raman
En aquest esquema, un núvol d'àtoms pre-refredat (la temperatura dels quals és d'unes desenes de microkelvins) pateix una sèrie de polsos de processos semblants a Raman. Els feixos es propaguen en contra i les seves freqüències són iguals al que s'ha descrit anteriorment, excepte que la freqüència {\displaystyle f_{2}} ara està lleugerament desintonitzat en vermell (desintonització {\displaystyle \Delta } ) respecte al seu valor normal. Així, els àtoms que es mouen cap a la font del làser 2 amb una velocitat suficient ressonaran amb els polsos Raman, gràcies a l'efecte Doppler. Estaran emocionats amb el {\displaystyle |g_{2}\rangle } estat, i obtenen un cop de moviment que disminueix el mòdul de la seva velocitat.
Si s'intercanvien les direccions de propagació dels dos làsers, aleshores els àtoms que es mouen en la direcció oposada s'excitaran i obtindran el cop de moviment que disminuirà el mòdul de les seves velocitats. Intercanviant regularment les direccions de propagació dels làsers i variant la desintonització {\displaystyle \Delta }, es pot aconseguir tenir tots els àtoms per als quals satisfaci la velocitat inicial {\displaystyle |v|>v_{max}} a l'estat {\displaystyle |g_{2}\rangle }, mentre que els àtoms tals que {\displaystyle |v|<v_{max}} encara estan a la {\displaystyle |g_{1}\rangle } estat. Aleshores s'encén un nou feix, la freqüència del qual és exactament la freqüència de transició entre {\displaystyle |g_{2}\rangle } i {\displaystyle |e\rangle }. Això bombarà òpticament els àtoms del {\displaystyle |g_{2}\rangle } estat al {\displaystyle |g_{1}\rangle } estat, i les velocitats seran aleatòries mitjançant aquest procés, de manera que una fracció dels àtoms entren {\displaystyle |g_{2}\rangle } adquirirà una velocitat {\displaystyle |v|<v_{max}}.
En repetir aquest procés diverses vegades (vuit en el document original, vegeu referències), la temperatura del núvol es pot reduir a menys d'un microkelvin.

## Refrigeració de banda lateral Raman
El refredament de banda lateral Raman és un mètode per preparar àtoms en l'estat fonamental de vibració d'un potencial periòdic i refredar-los per sota del límit de retrocés. Es pot implementar dins d'una trampa de dipol òptic on es podria aconseguir un refredament amb menys pèrdua d'àtoms atrapats en comparació amb el refredament evaporatiu, es pot implementar com un refredament d'etapa mitjana per millorar l'eficiència i la velocitat del refredament per evaporació i, en general, és extremadament insensible. a les limitacions tradicionals del refredament làser a baixes temperatures a altes densitats. S'ha aplicat amb èxit als ions de refrigeració, així com a àtoms com el cesi, el potassi i el liti, etc.

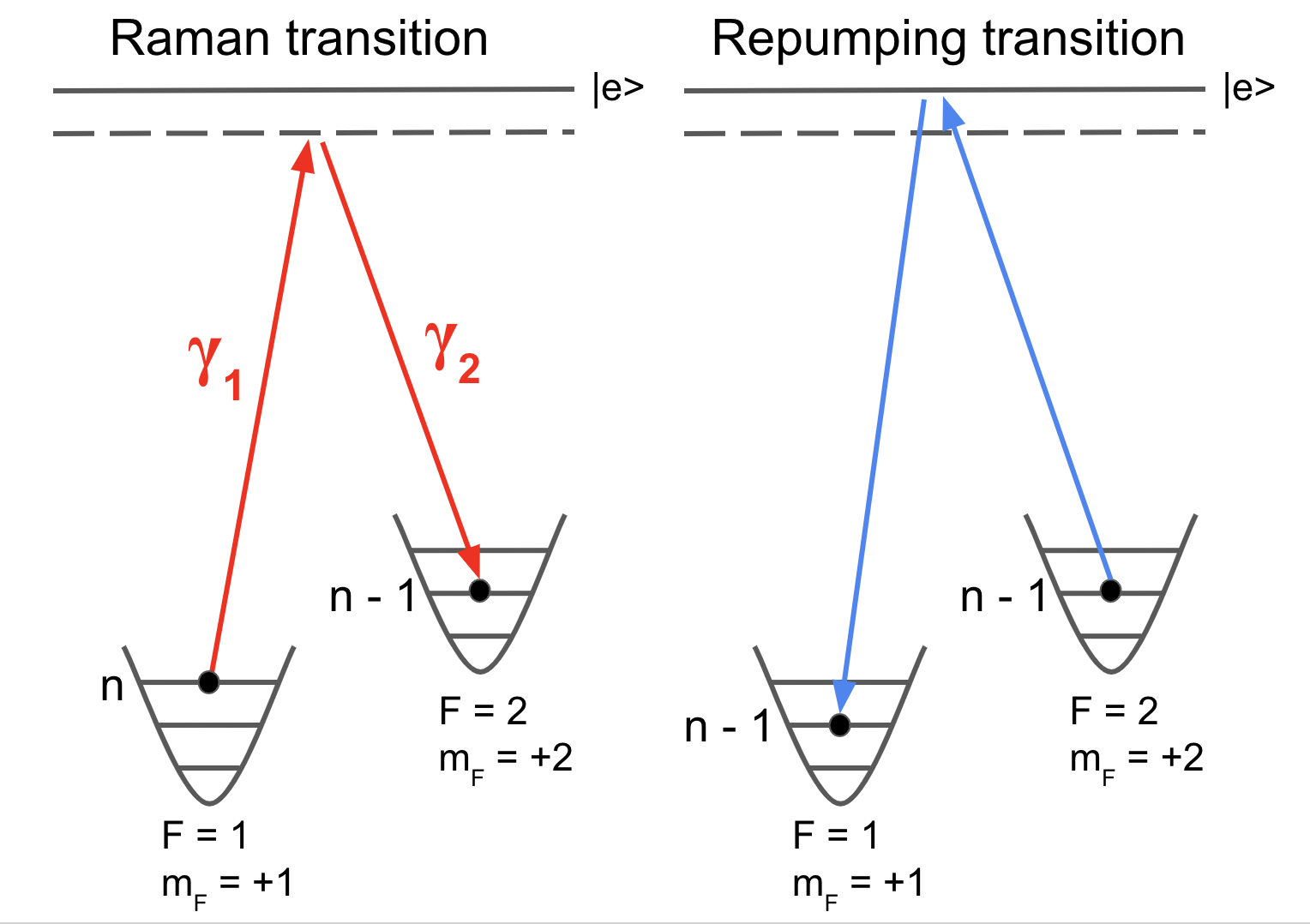
Esquema general de refredament de banda lateral Raman, on dos fotons diferents generen una transició Raman entre nivells vibracionals en dos potencials d'oscil·lador harmònic i, a continuació, el rebombatge retorna la transició a l'estat original, però es manté el nivell de vibració inferior.